# Coelotes pastoralis
Coelotes pastoralis är en spindelart som beskrevs av S. V. Ovtchinnikov 200. Coelotes pastoralis ingår i släktet Coelotes och familjen mörkerspindlar. Inga underarter finns listade i Catalogue of Life.